# Gare de Yatsushiro
La gare de Yatsushiro (八代駅, Yatsushiro-eki) est une gare ferroviaire de la ville de Yatsushiro, dans la préfecture de Kumamoto au Japon. Elle est exploitée par les compagnies JR Kyushu et Hisatsu Orange Railway.

## Situation ferroviaire
La gare de Yatsushiro est située au point kilométrique (PK) 232,3 de la ligne principale Kagoshima. Elle marque le début des lignes Hisatsu et Hisatsu Orange Railway.

## Histoire
La gare a été inaugurée le 21 novembre 1896.

## Service des voyageurs

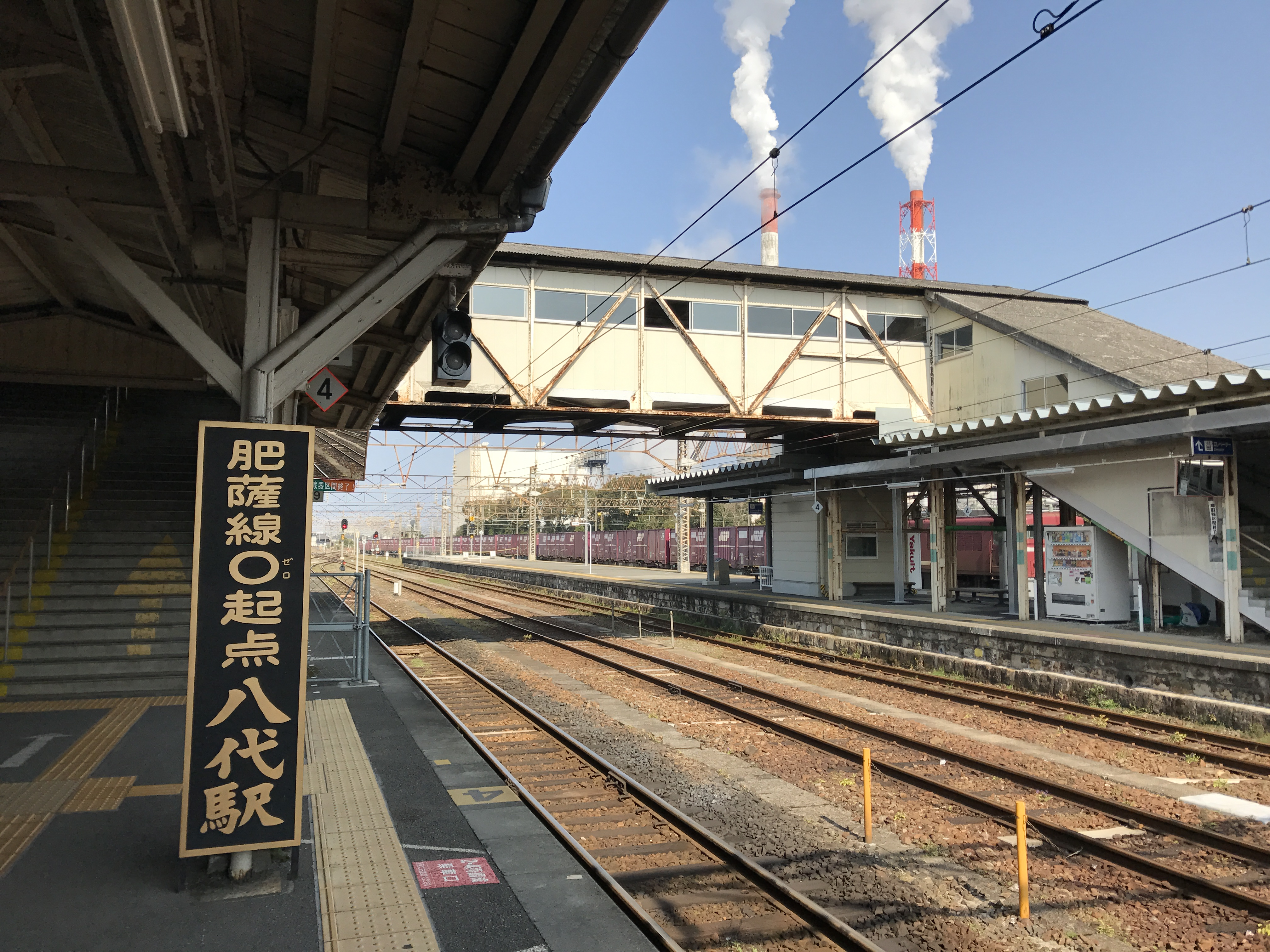
Vue des quais.

### Accueil
La gare dispose d'un bâtiment voyageurs ouvert tous les jours, avec des guichets et des automates pour l'achat de titres de transport.

### Desserte

#### Hisatsu Orange Railway
- Ligne Hisatsu Orange Railway :
  - voies 0 et 1 : direction Minamata et Sendai

#### JR Kyushu
- Ligne principale Kagoshima :
  - voies 1 à 3 : direction Shin-Yatsushiro, Kumamoto et Ōmuta

- Ligne Hisatsu :
  - voies 1 à 3 : direction Hitoyoshi-Onsen et Yoshimatsu